# Wyatt Anderson
Wyatt Wheaton Anderson (Nueva Orleans, 27 de marzo de 1939-11 de noviembre de 2023) fue un genetista y biólogo evolutivo estadounidense.

## Biografía
Fue profesor emérito de la Alumni Foundation Distinguished en el Departamento de Genética de la Facultad de Artes y Ciencias Franklin de la Universidad de Georgia. También fue decano del Franklin College of Arts and Sciences desde 1992 hasta que renunció en 2004. Fue miembro de la Academia Nacional de Ciencias desde 1987, y también de la Academia Estadounidense de las Artes y las Ciencias y de la Asociación Estadounidense para el Avance de la Ciencia.
Conocido por su investigación sobre la genética evolutiva de Drosophila. En 2012, por ejemplo, fue coautor de un estudio con Patricia Adair Gowaty y Yong-Kyu Kim en el que intentaron, sin éxito, replicar un famoso estudio de 1948 realizado por Angus John Bateman. Sus resultados indicaron que Bateman estaba equivocado en sus conclusiones de que los machos de Drosophila melanogaster eran promiscuos y las hembras eran más "selectivas" con respecto a sus comportamientos de apareamiento.